# گاسپل اوک
longitudeگاسپل اوکlatitudeگاسپل اوک
گاسپل اوک (به انگلیسی: Gospel Oak) یک ناحیه در لندن است که در منطقه کمدن لندن واقع شده‌است.